# Olchinger See
Der Olchinger See ist ein Baggersee auf dem Gebiet der Stadt Olching, direkt an der Grenze zur Gemeinde Gröbenzell, knapp 20 km westlich von München.

## Beschreibung
Der See entstand im Jahr 1940 durch Kiesabbau der deutschen Reichsbahn. Er liegt im Landschaftsschutzgebiet Graßlfinger Moos und Olchinger See, das etwa 590 ha groß ist. Aus diesem Grund hat er ökologische Ausgleichsflächen am Südufer. Der Münchner Erholungsflächenverein e. V. besorgte 1969 die Errichtung des Erholungsgebiets Olchinger See (25,3 ha). Neben einer Rundwandermöglichkeit gibt es deswegen für Badegäste 5,3 ha Liegewiese, Installationen für Behinderte (Einstieghilfe in den See, Umkleidekabine) und eine Wasserwacht. Teil des Naherholungsangebots sind am See auch ein Restaurant mit Biergarten, ein Kiosk und ein Minigolfplatz an der Nordseite des Sees. Der See wird inzwischen auch gerne von Erholungsuchenden aus dem weiteren Umkreis aufgesucht. Zuständig für den Unterhalt des Olchinger Sees ist mittlerweile allein die Stadt Olching, nachdem der Landkreis Fürstenfeldbruck 2006 seine Unterstützungsleistungen eingestellt hat. Von April 2006 bis Anfang Juli 2006 war der See Beobachtungsgebiet für die Vogelgrippe H5N1.
Neben dem Olchinger See befindet sich nördlich der Autobahn München-Stuttgart (BAB 8) mit dem Ampersee noch ein zweiter Badesee auf dem Gebiet der Stadt Olching.

## Kleiner Olchinger See
Etwa 10 Gehminuten vom Olchinger See entfernt befindet sich der Kleine Olchinger See. Er liegt südlich der Bahnstrecke München–Augsburg. Da er an der Ortsgrenze zwischen Gröbenzell und Olching liegt, wird er häufig von den Anwohnern auch als Gröbenzeller See bezeichnet. Er ist nicht bewirtschaftet und ohne Wasserwachtstation, wird aber von Anglern häufig besucht. Der Weg um den See ist nicht befestigt und befindet sich teilweise auf privatem Grund. Am östlichen Ende befinden sich einige bebaute Grundstücke mit Seeanbindung während sich am westlichen Ende – in Richtung Olching – ein inoffizielles FKK-Gelände entwickelt hat.

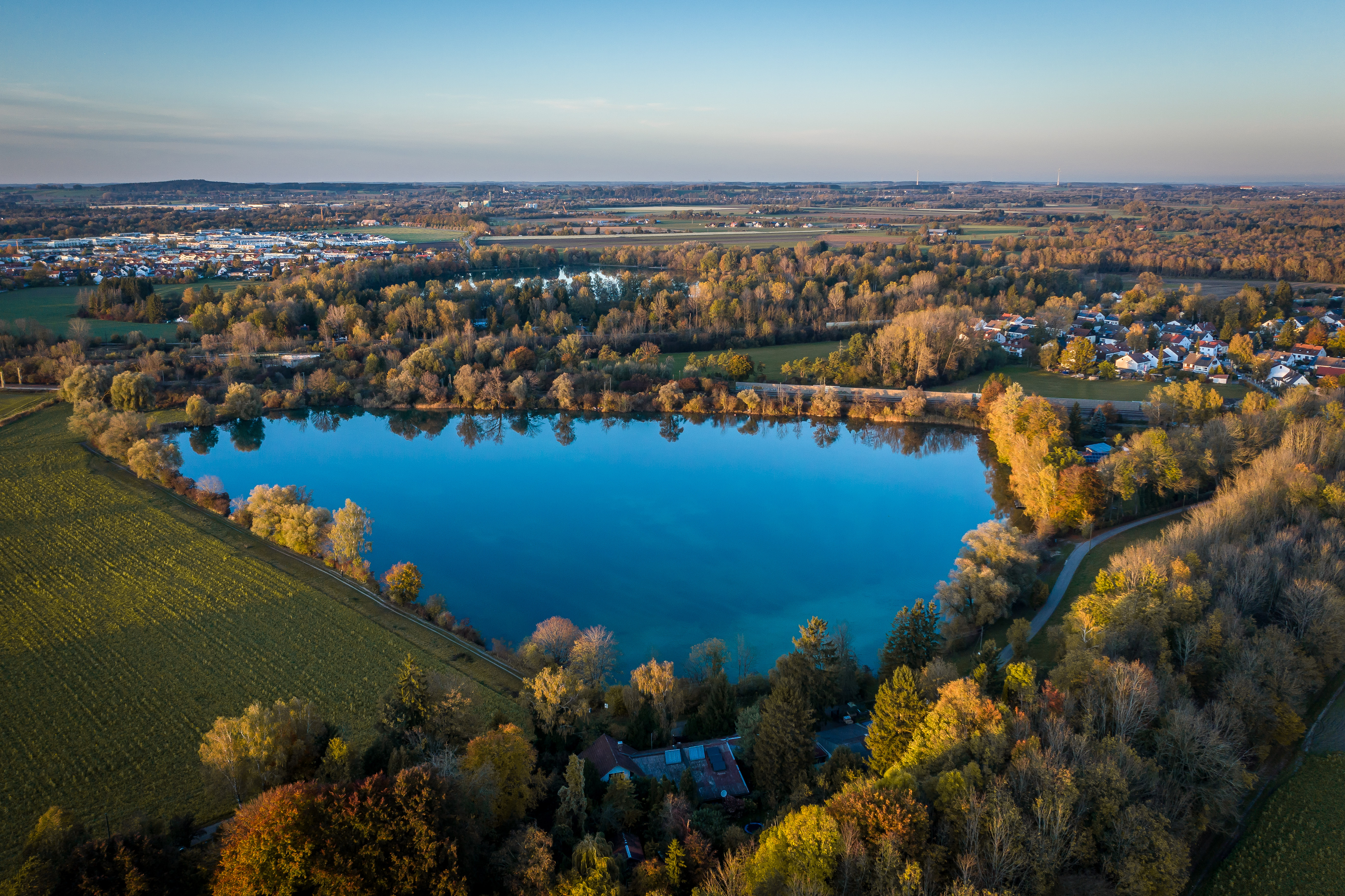
Luftaufnahme Kleiner Olchinger See Blickrichtung großer Olchinger See
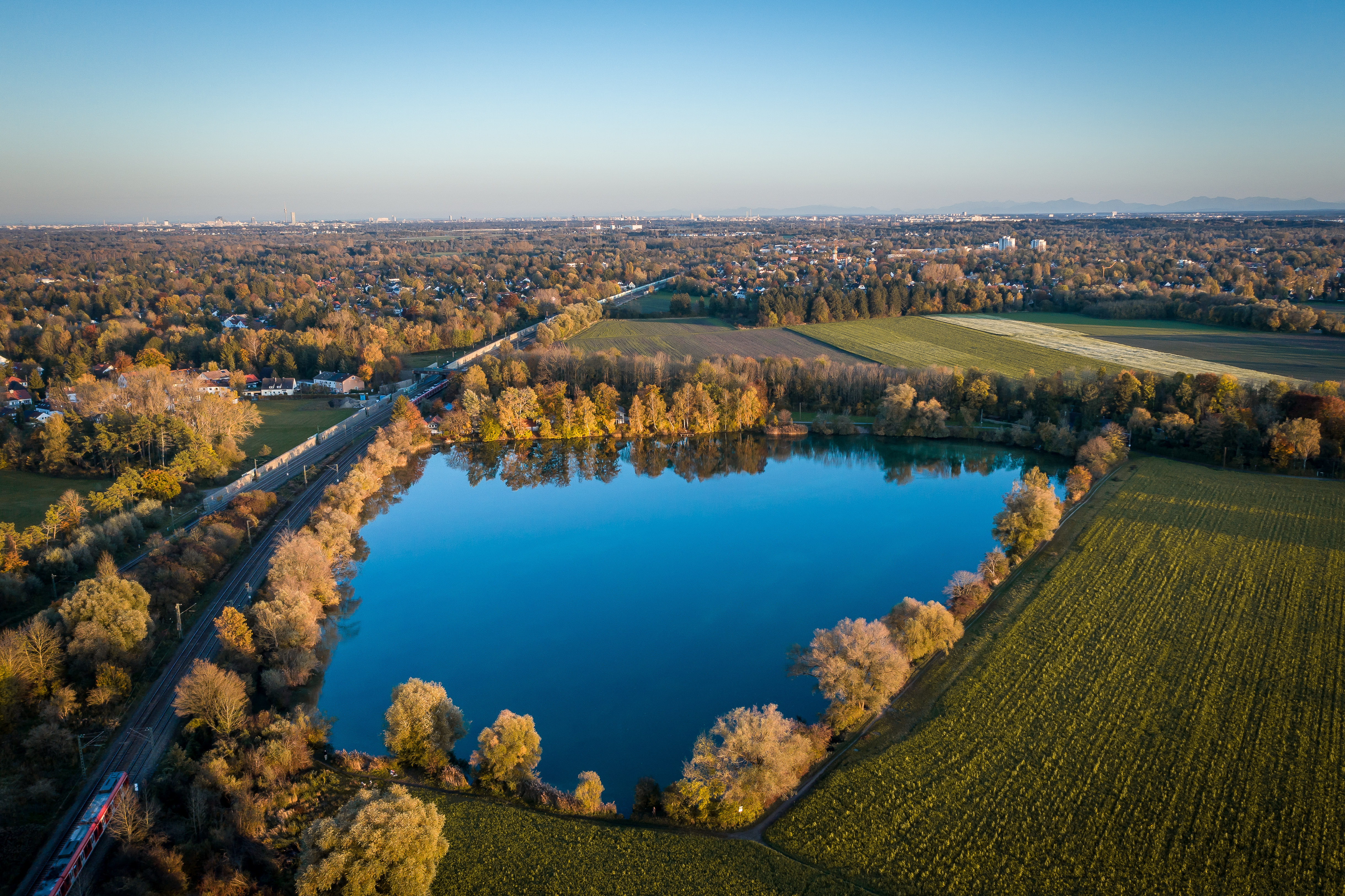
Luftaufnahme Blickrichtung Gröbenzell und Münche
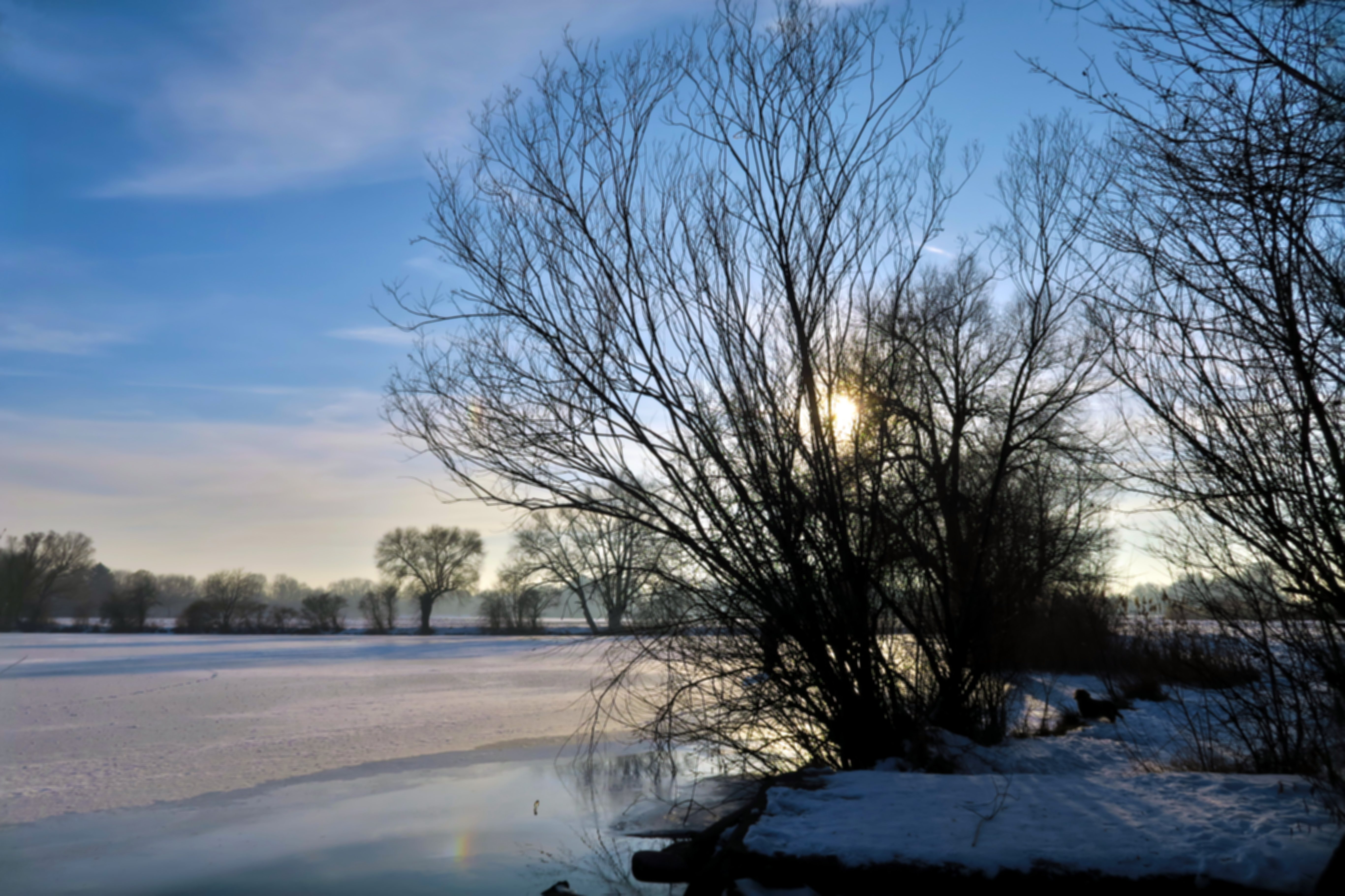
Ablauf des Kleinen Olchinger Sees ⊙
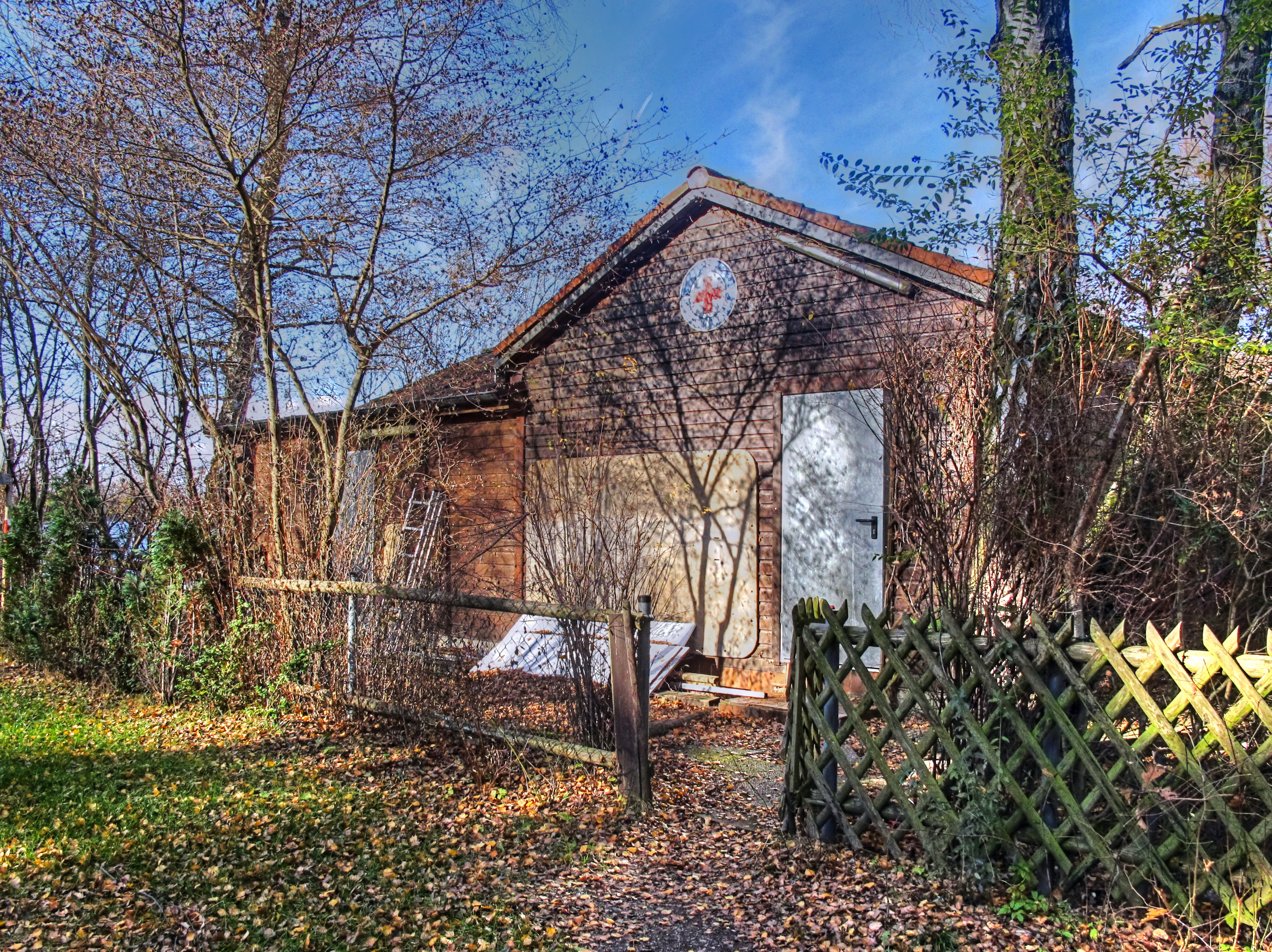
Wasserwachtstation ⊙
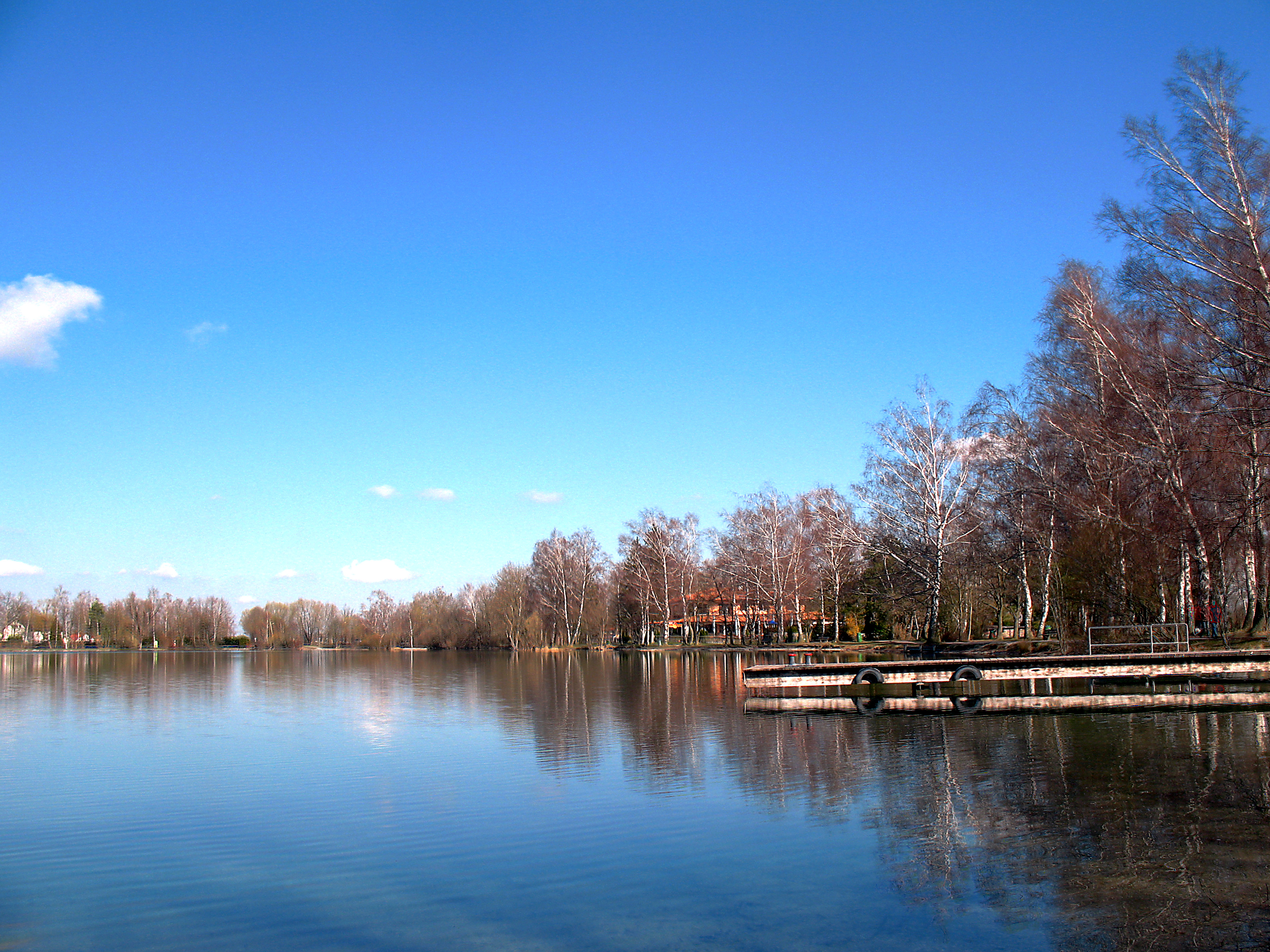
Wasserwachtsteg
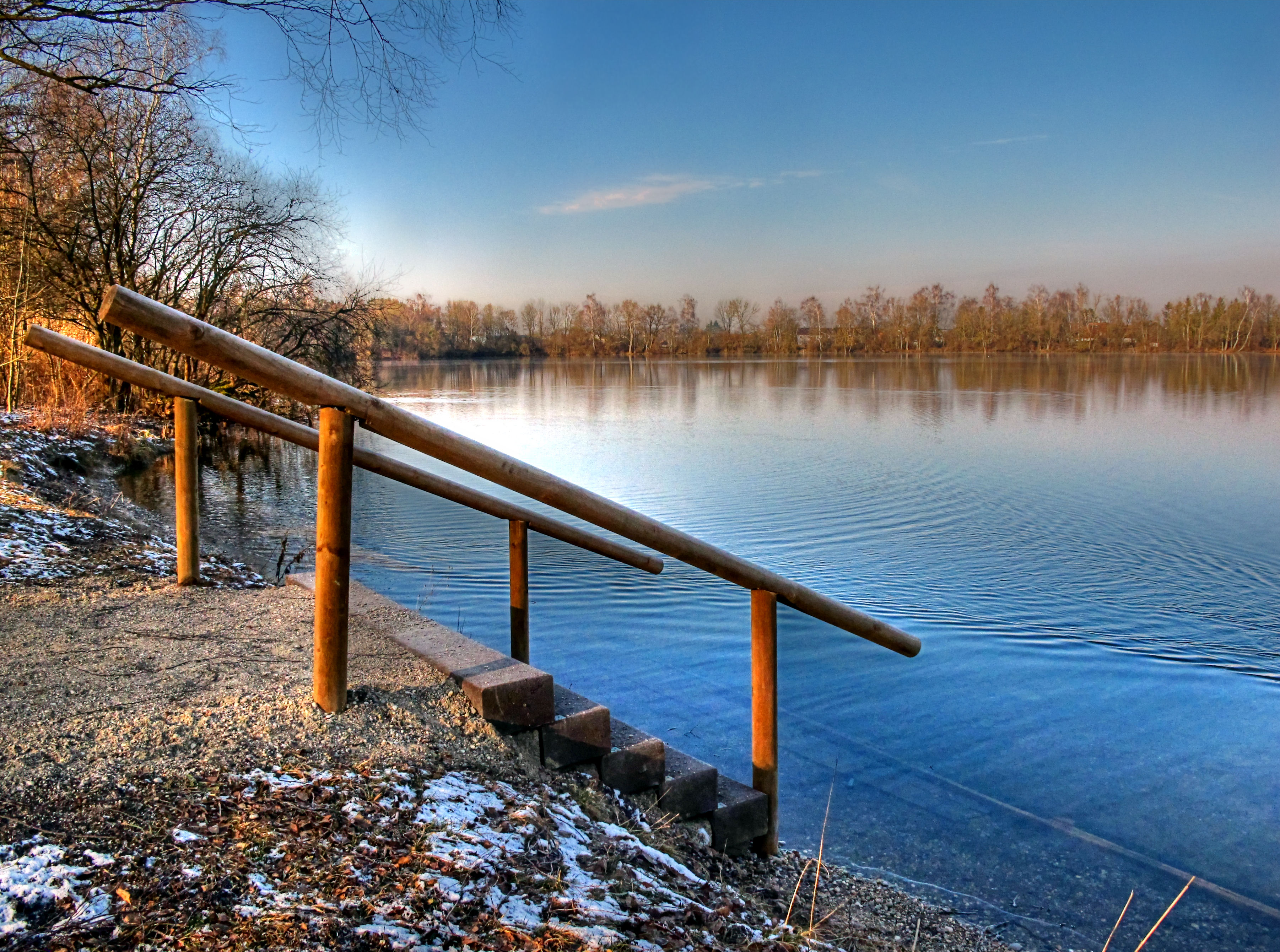
Seeeinstieg Südseite
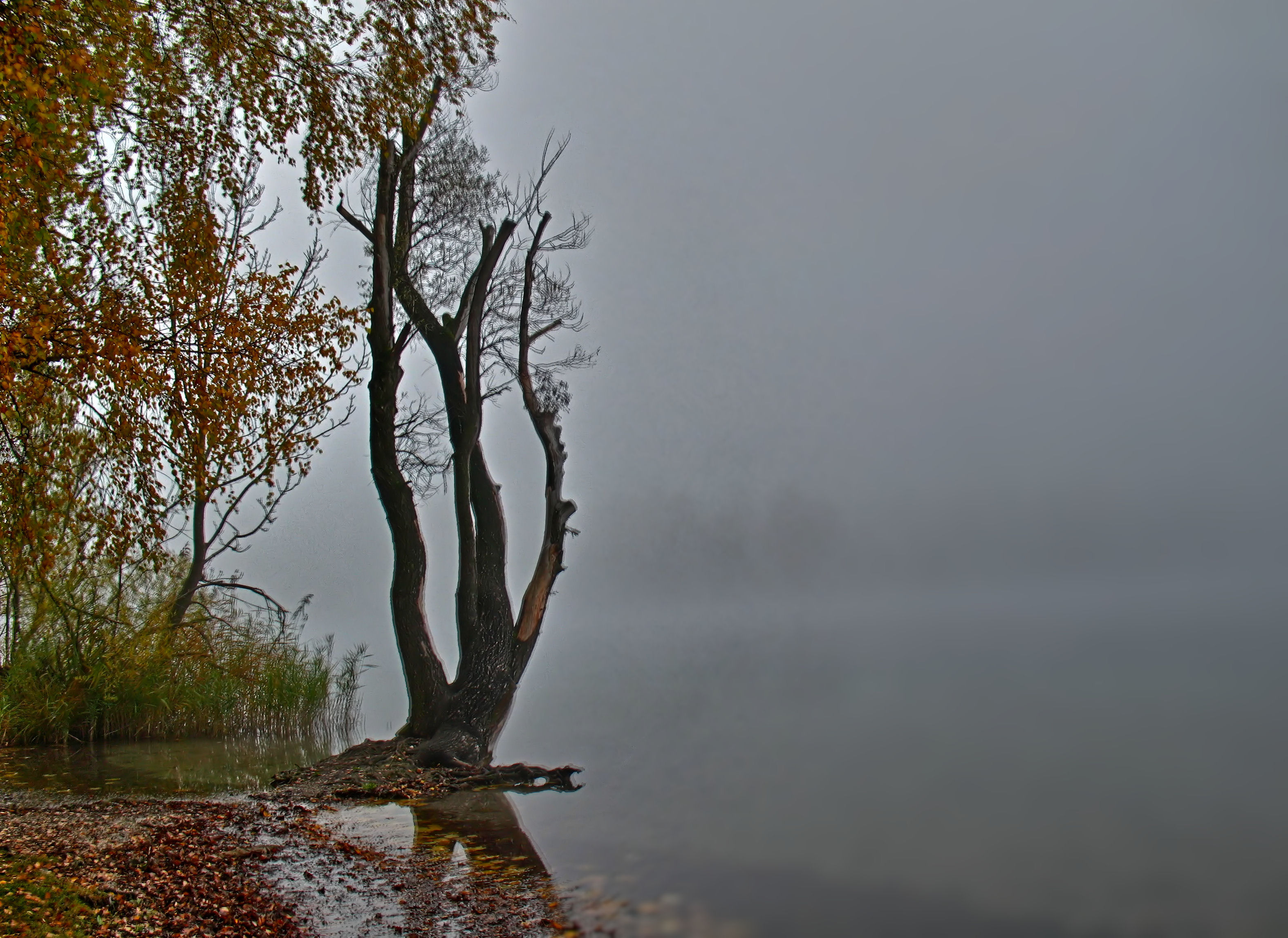
Herbststimmung
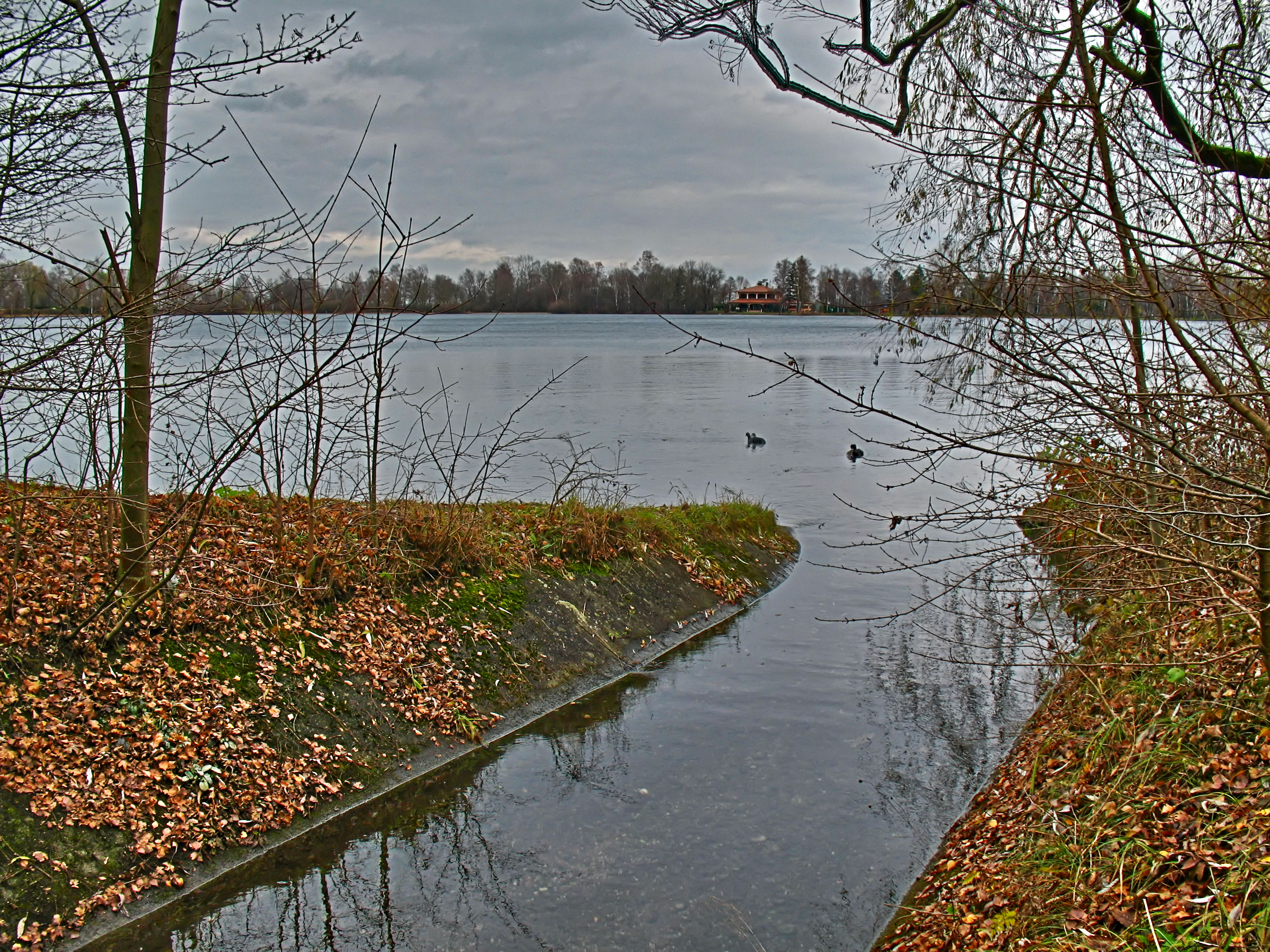
Zufluss Zitzstaudengraben an der Südseite
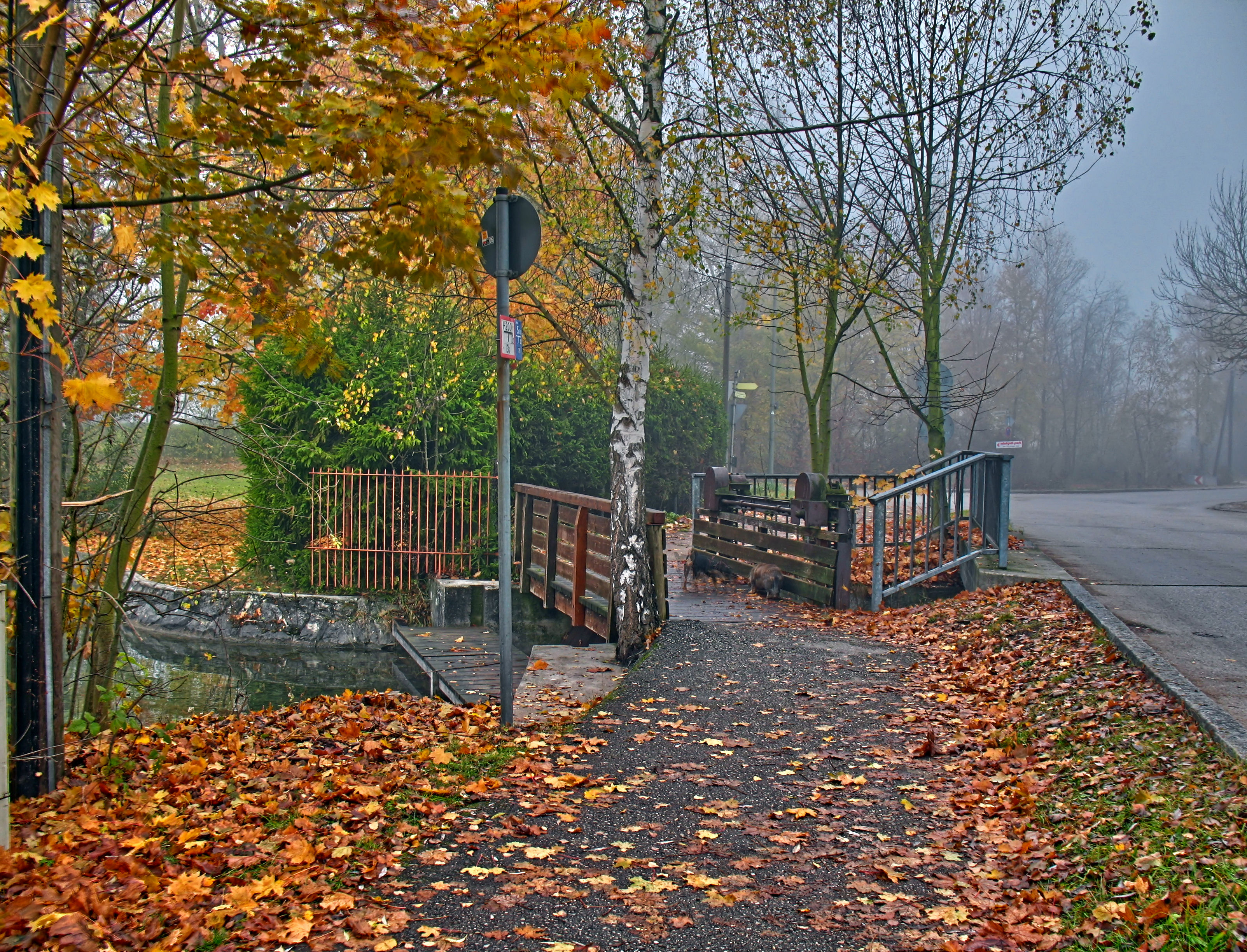
Brücke über Seeabfluss
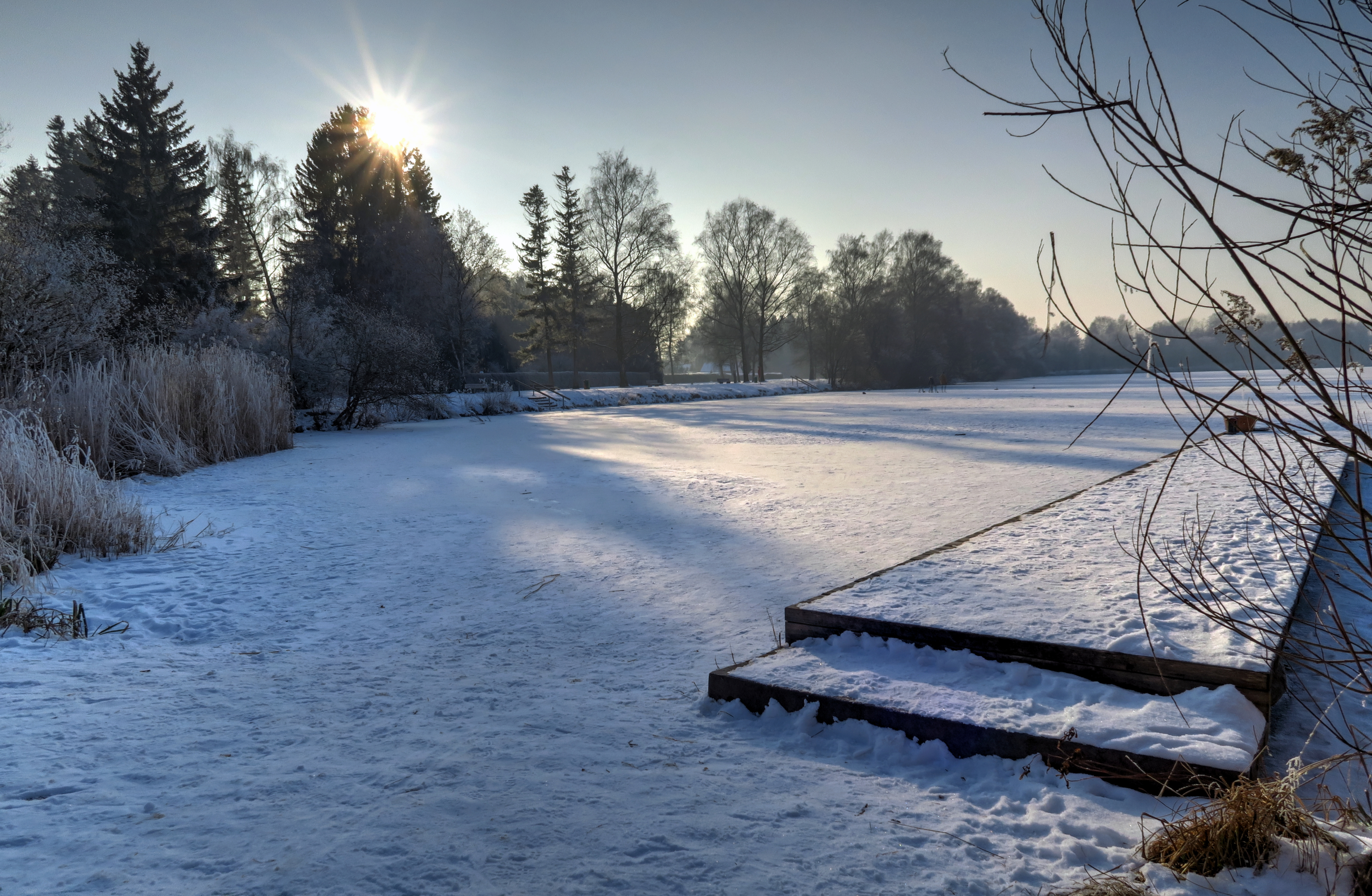
Geschlossene Eisdecke im Januar 2017 ⊙